# Championnats d'Europe de triathlon 1985
Navigation
Édition suivante
Les championnats d'Europe de triathlon 1985 sont la première édition des championnats d'Europe de triathlon, une compétition internationale de triathlon sous l'égide de la fédération européenne de ce sport. 
Cette édition se tient dans la ville allemande d'Immenstadt et elle est remportée par le Néerlandais Rob Barel chez les hommes et par l'Allemande Alexandra Kremer chez les femmes.

## Palmarès

### Hommes
| Rang               | Triathlète    | Temps           |
| ------------------ | ------------- | --------------- |
| Médaille d'or      | Rob Barel     | 2 h 37 min 52 s |
| Médaille d'argent  | Klaus Klaren  | 2 h 38 min 41 s |
| Médaille de bronze | Jorg Hoffmann | 2 h 41 min 4 s  |

### Femmes
| Rang               | Triathlète        | Temps          |
| ------------------ | ----------------- | -------------- |
| Médaille d'or      | Alexandra Kremer  | 3 h 6 min 2 s  |
| Médaille d'argent  | Anna-Lena Fritzon | 3 h 7 min 28 s |
| Médaille de bronze | Sarah Coope       | 3 h 8 min 7 s  |